# Ficus mollis
Ficus mollis är en mullbärsväxtart som beskrevs av Vahl. Ficus mollis ingår i släktet fikonsläktet, och familjen mullbärsväxter. Inga underarter finns listade i Catalogue of Life.

## Bildgalleri

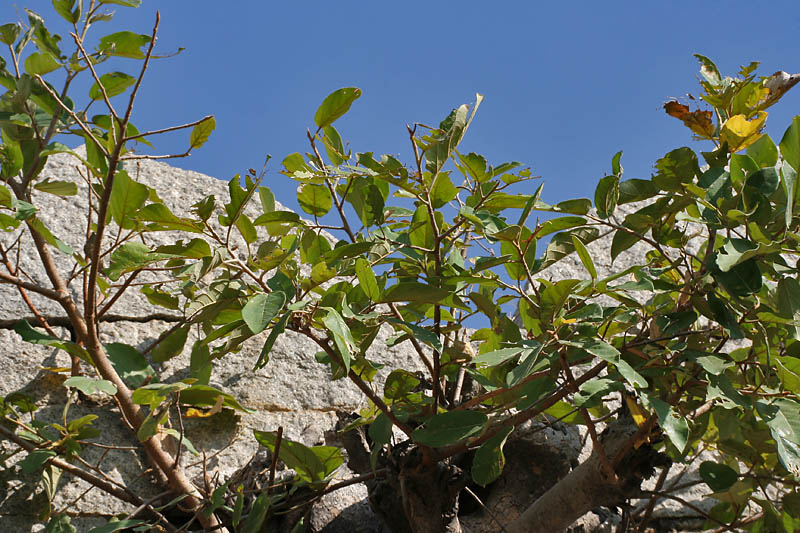
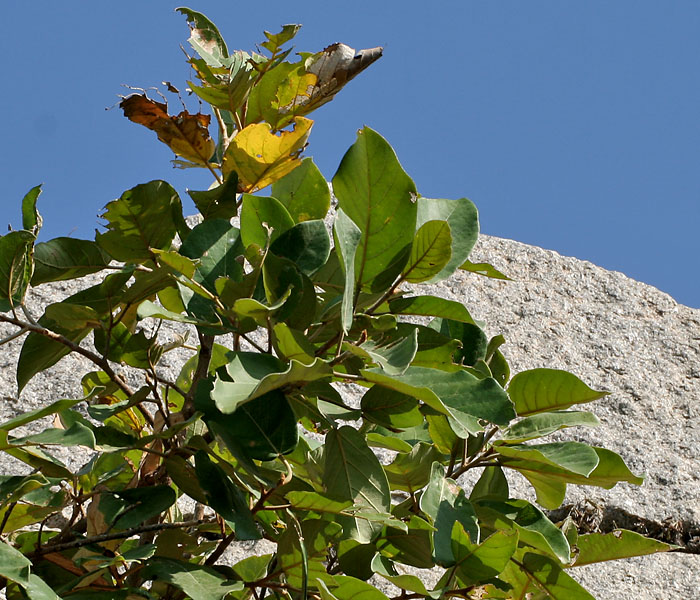
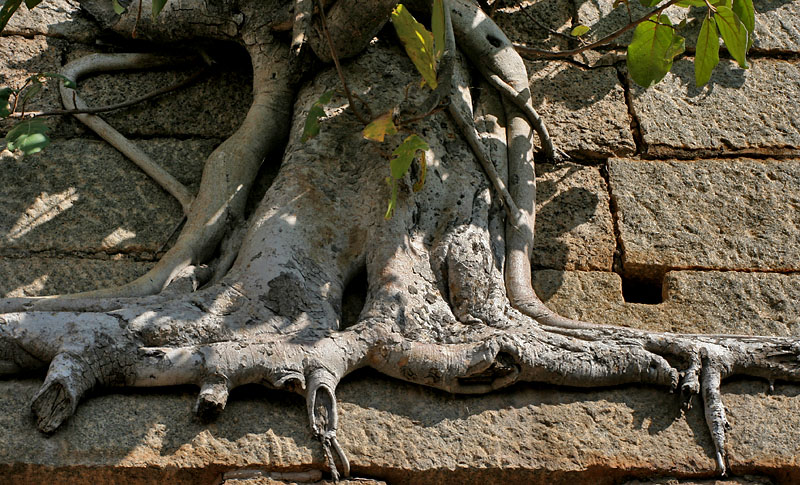
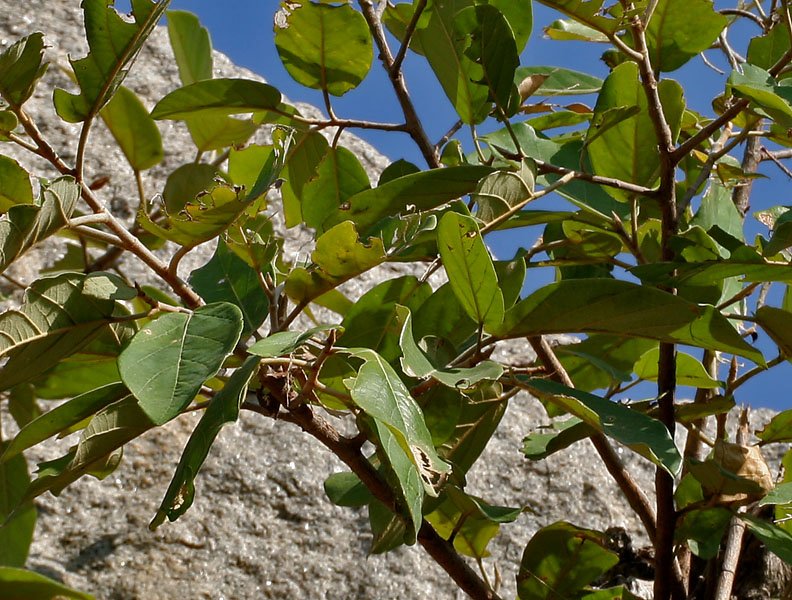